# سفارة رومانيا في ألمانيا
سفارة رومانيا في ألمانيا هي أرفع تمثيل دبلوماسي لدولة رومانيا لدى ألمانيا. تقع السفارة في برلين وهي تهدف لتعزيز المصالح الرومانية في ألمانيا.

## وصلات خارجية
- قائمة سفارات رومانيا
- قائمة السفارات في ألمانيا